# 合港田寮永貞宮
24°40′46″N 120°53′07″E / 24.679402°N 120.885241°E
合港田寮永貞宮，是位於臺灣苗栗縣頭份市田寮里的媽祖廟，因閩客衝突而在清朝官員主使下建立，在農曆四月初八的廟會列為客庄十二大節慶之一。

## 緣由
中港慈裕宮所在的中港地區開發甚早，形成中港城。道光六年（1826年）四月，彰化縣民黃文淵豬隻被竊，導致日後閩客械鬥。中港地方的閩粵士紳為防患未然，該年端午節設宴協調談和，孰料閩、粵人士發生齟齬而動武，六個粵籍人士被閩南人殺害，引起粵籍人士大舉襲擊中港閩南庄。南庄總土目樟加禮的婿養子黃祈英因為是客家人，邀原住民加入粵籍陣營，要聯合將中港溪閩南人驅逐出境。五月初九，中港社閩南人聞原住民和粵籍來犯，並暗中獲知番社庄（今中港里）的熟番與黃祈英準備裡應外合攻城，在驚恐下爭相從中港城西城門逃命，結果橫跨今天的射流溝橋面寬僅三台尺，且蓄滿河水，相傳上千人墜入濠溝中溺斃，後面難民甚至踩著屍體逃命。事後在中美里澎湖厝興建善慶祠。
文史工作者陳運棟表示，永貞宮緣起於咸豐初年，當時竹南閩南庄和頭份客家庄先民共祀中港慈裕宮媽祖，但閩粵不睦，時為進香事告進官廳。官員張啟煊下鄉勸和，在途經頭份田寮見格局不錯，遂諭令東興監生徐恭祥倡導建廟，於咸豐三年（1853年）建成，成為客庄少數主奉媽祖的寺廟之一。

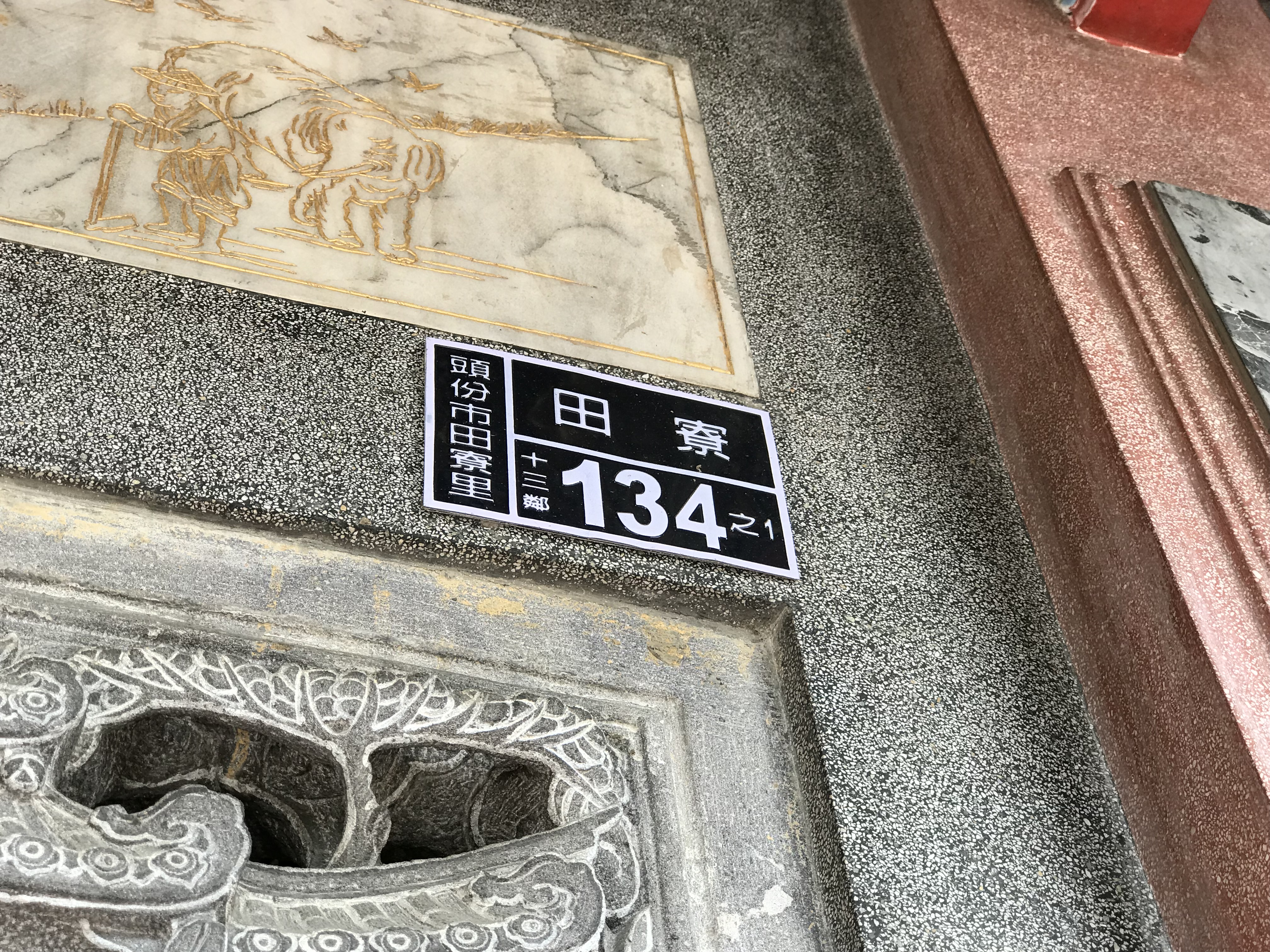
門牌為田寮里田寮134號（現行門牌已於2020年9月10日整編為永貞路一段206號）。

類似因閩客族群矛盾而由政府另建的媽祖廟有新竹內天后宮。

## 祭祀
永貞宮除主祀天上聖母外，左右側殿奉祀文昌帝君、福德正神及長生祿位。建廟時，媽祖香火原應從慈裕宮分靈，但因有執事人員阻撓，乃轉向中港龍鳳宮分香刈火。龍鳳宮為當地閩籍居民所信仰，永貞宮信徒在1996年5月12日母親節才首度返回龍鳳宮進香。
永貞宮主委林榮淦指出，該宮以農曆三月廿三媽祖生、四月八雲遊遶境、及七月初九慶讚中元盂蘭勝會為三大祭典，其中三月廿三媽祖生和四月八雲遊遶境併為系列活動。《頭份鎮志》總編纂陳運棟說，關於四月初八活動的由來，是民國初年頭份上街屠宰業者賴元造等人，與下街黃、陳兩家士紳賽元宵花燈，難分軒輊，就相約在媽祖誕辰再賽，結果仍難定奪，乃約定於農曆四月初八決賽，田寮永貞宮和頭份義民廟也來共襄盛舉，終演變成由永貞宮主導的媽祖迎神賽會。該四月初八的活動曾列為客庄十二大節慶之一。
從1963年開始，農曆三月廿三前，值年總爐主會帶領進香團赴彰化南瑤宮、北港朝天宮、新港奉天宮進香，目的要請回這三座媽祖廟的媽祖神像，並駐駕一個半月。廟方也會請來竹南龍鳳宮、以及竹南五穀宮五穀王、頭份義民廟義民爺等眾神到永貞宮作客，在媽祖誕辰時舉行明年值年爐主擲筊事宜，選出四十一位各里、庄及竹南鎮的爐主。農曆三月二十七日，移駕頭份太陽宮，農曆四月初二移駕至頭份義民廟。四月八、九日進行媽祖遶境，並有搶頭香、陣頭遊境競賽等，信眾則宴請賓客。永貞宮管理委員會為了凸顯客庄媽祖信仰的特色，在2019年媽祖誕辰首度替媽祖神像換取客家花布衣袍，北港朝天宮、新港奉天宮、彰化南瑤宮也共襄盛舉，各迎送一尊媽祖像一同換上回宮，象徵「閩客一家親」。
中元祭是由南港山、東隆斗珊、頭田、蟠桃后庄山下等四大庄輪辦。如1996年輪到東隆斗珊舉辦時，就有東庄、興隆、斗煥、珊湖、流東、新華、上埔、土牛、和田寮部份等里參加，並舉行豎燈篙、放水燈、賑濟孤魂普渡、大豬公比賽、長羊角比賽等系列活動。
廟方自2007年起，為鼓勵頭份、造橋、三灣、南等鄉鎮子弟取得博士學位及高考及格者，會舉行開中門相迎入祠的祭聖，並將他們名字掛榜。

## 外部連結
- 合港田寮永貞宮的Facebook專頁